# Niptus abditus
Niptus abditus is een keversoort uit de familie klopkevers (Ptinidae). De wetenschappelijke naam van de soort werd in 1959 gepubliceerd door Barnum Brown.